# Гарифуллин, Алмаз Миннеханович
Алмаз Миннеханович Гарифуллин (род. 4 января 1971, Казань) — советский и российский хоккеист, нападающий. Российский функционер.

## Биография
В возрасте 17 лет, учась в 10 классе, дебютировал в команде первой лиги СК имени Урицкого, проведя в сезоне 1987/88 два матча. Сыграл за клуб, впоследствии носивший названия «Итиль» и «Ак Барс», 13 сезонов на высшем уровне. Затем выступал за клубы «Металлург» Магнитогорск и «Нефтехимик» Нижнекамск (2002/03), «Сибирь» Новосибирск (2003/04 — 2004/05), «Мечел» Челябинск (2004/05), ХК «Дмитров», «Нефтяник» Лениногорск и «Ак Барс-2» (все — 2005/06).
Чемпион РХЛ 1997/98.
Играл за сборную России на этапах Еврохоккейтура 1996/1997 в Швеции.
Окончил юридический факультет КГУ. Работал спортивным юристом в профсоюзе игроков. Спортивный директор клубов ХК МВД (2009—2010) и ЦСКА (2013—2023). Исполнительный директор федерации хоккея Татарстана в течение одного года. Комментировал матчи «Ак Барса» на ТНВ. С 18 января 2024 года — руководитель департамента хоккейных проектов КХЛ.
Сыновья: Карим (Родился 20 февраля 2004 г., занимался хоккеем в ЦСКА), Бари (Родился 21 марта 2009 г.), Эрик (Родился 11 ноября 2012 г.).